# Comandante (2003)
Comandante [komanˈðante] (span., Kommandant) ist ein Dokumentarfilm aus dem Jahr 2003. Der Regisseur Oliver Stone porträtierte darin den langjährigen kubanischen Regierungschef und Staatspräsidenten Fidel Castro.

## Entstehung
Stone begleitete Castro im Februar 2002 drei Tage lang mit zwei Handkameras. Dabei dokumentierte er sowohl öffentliche Auftritte Castros, zum Beispiel den Besuch einer Universität, als auch viele private Momente. Der Regisseur nahm die Rolle des Interviewers ein, der auch häufig im Bild ist. Castros langjährige Dolmetscherin übersetzte seine Antworten ins Englische, meistens auch Stones Fragen ins Spanische. Zu den Ausführungen Castros fügte Stone regelmäßig historische Film-, Bild- und Tonaufnahmen der entsprechenden Ereignisse ein.
Comandante war einer der ersten einer Reihe sehr wohlwollender Filmporträts Stones über Autokraten und Diktatoren.

## Inhalt
Stone sprach mit Castro unter anderem über dessen Weggefährten Che Guevara, über seinen Aufstieg zum Staatspräsidenten, das Verhältnis zu den USA und einen möglichen Nachfolger. Castro kommentierte auch zahlreiche politische Ereignisse der letzten 40 Jahre. So äußert er Zweifel an der Alleintäterschaft Lee Harvey Oswalds beim Attentat auf John F. Kennedy und erläutert die Hintergründe der Raketenstationierung, die zur Kubakrise führte.
Stone sprach auch kritische Fragen an, etwa die Lage der politischen Gefangenen in Kuba und den Umgang mit Kritikern wie Huber Matos. Castro beantwortete diese Fragen offensiv, gab aber hauptsächlich dem offiziellen Sprachgebrauch entsprechende Statements ab. Explizit betonte er, dass unter seiner Herrschaft auf Kuba nie gefoltert worden sei, weil dies dem Geist der Revolution widerspreche. Kritiker warfen Stone unter anderem vor, dass er diese Aussage stillschweigend akzeptiert habe.
Stone befragte Castro auch zu privaten Themen, zum Beispiel über seine Rolle als Vater, sein Verhältnis zu Frauen, über Liebschaften, seine Lieblingsfilme, und über die Zeitverschwendung des Rasierens. Castro wich den bedeutenderen, sein Privatleben betreffenden Fragen jedoch weitgehend aus und sprach auch deutlich aus, dass er sich dazu nicht äußern wolle. Stone kommentierte dies damit, dass Castro zur gleichen Generation wie sein eigener Vater gehöre, die sich schwer tue, über Gefühle zu sprechen. Bei vielen Fragen war Castro jedoch sehr offen, so beim Thema, ob er Angst vor dem Tod habe oder ob er sich, ähnlich wie sein Vorbild Salvador Allende, in einer ausweglosen Kampfsituation umgebracht hätte.

## Kritik
Während eines Großteils des Films entsteht beim Betrachter der Eindruck eines privaten Gesprächs zwischen zwei sich offensichtlich sympathischen Menschen. In Kombination mit der Tatsache, dass sich Stone als Freund und Bewunderer des weithin als Diktator angesehenen Castro bezeichnete, brachte ihm dies teilweise schwere Vorwürfe der Parteilichkeit ein. Stone sagte über Castro: „Er ist ein getriebener Mann, ein sehr moralischer Mann. Er macht sich viele Gedanken über sein Land. So gesehen ist er selbstlos.“
Der Kritiker von Salon.com zählte zahlreiche Menschenrechtsverletzungen der kubanischen Regierung auf und kritisierte energisch, dass Stone dies weitgehend ausblende und stattdessen seine Freundschaft zu einem Diktator demonstriere, dessen Regierung unter anderem Boote mit Landesflüchtigen absichtlich versenkt habe.
Ekkehard Knörer gab ein gemischtes Urteil ab. Er bezeichnete den Film „trotz aller Einwände“ als interessanten Einblick in einen faszinierenden Menschen, er sei aber zugleich auch unkritisch und gebe ein idealisiertes Bild des kubanischen Revolutionsführers wieder. Stone habe sich wohl bei den Dreharbeiten „in Castro verliebt“. Stilistisch sei der Film „reiner Oliver Stone“: Ein wilder Ansturm der Bilder und eine Aneinanderreihung von Pawlowschen Reflexen. Zudem sei der Regisseur selbst öfter im Bild zu sehen, als dies „einem bescheidenen Mann geziemt“.
Bei der Pressekonferenz auf der Berlinale 2003, auf der der Film vorgestellt wurde, betonte Stone, dass Comandante lediglich ein persönliches Porträt einer historischen Legende sein sollte. Auf kritische Nachfragen zur politischen Haltung seines Films reagierte er gereizt und meinte, die Lage der einfachen Menschen in Kuba sei „paradiesisch“ im Vergleich zu Brasilien oder Honduras.